# 191
El 191 (CXCI) fou un any comú començat en divendres del calendari julià.

## Esdeveniments
- Un incendi arrasa bona part de Roma i es converteix en pretext per a l'intent de Còmmode de refundar la religió de l'antiga Roma.[1]